# Gruppo di Galois assoluto
Il gruppo di Galois assoluto di un campo {\displaystyle K} è per definizione il gruppo di Galois di {\displaystyle K_{s}} su {\displaystyle K}, dove {\displaystyle K_{s}} denota la chiusura separabile di {\displaystyle K}. In alternativa può essere definito come il gruppo di tutti gli automorfismi di {\displaystyle K_{s}} che fissano {\displaystyle K}. Si noti che se {\displaystyle K} è un campo perfetto (come nel caso in cui {\displaystyle K} ha caratteristica zero o è un campo finito), allora {\displaystyle K_{s}} coincide con la chiusura algebrica {\displaystyle {\bar {K}}} di {\displaystyle K}.

## Esempi
- Il gruppo di Galois assoluto di un campo algebricamente chiuso è banale.
- Il gruppo di Galois assoluto del campo dei numeri reali è un gruppo ciclico di due elementi (il coniugio complesso e l'identità), poiché {\displaystyle \mathbb {C} } è la chiusura separabile di {\displaystyle \mathbb {R} } e {\displaystyle [\mathbb {C} :\mathbb {R} ]=2.}
- Il gruppo di Galois assoluto di un campo finito {\displaystyle K} è isomorfo al gruppo

{\displaystyle {\hat {\mathbf {Z} }}=\varprojlim \mathbf {Z} /n\mathbf {Z} .}
(Per la notazione vedere limite inverso.)
L'automorfismo di Frobenius {\displaystyle \mathrm {Fr} } è un generatore (topologico) canonico di {\displaystyle G_{K}} (si ricordi che {\displaystyle \mathrm {Fr} (x)=x^{q}} per ogni {\displaystyle x\in K^{alg}}, dove {\displaystyle q} è il numero di elementi di {\displaystyle K}).
- Il gruppo di Galois assoluto del campo delle funziono razionali con coefficienti complessi è libero (come un gruppo profinito). Questo risultato è dovuto a Adrien Douady e ha le sue origini nel teorema di esistenza di Riemann.[1]
- Più in generale, sia {\displaystyle C} un campo algebricamente chiuso e {\displaystyle x} una variabile. Il gruppo di Galois assoluto di {\displaystyle K=C(x)} è libero di rango uguale alla cardinalità di {\displaystyle C.} Questo risultato è dovuto a David Harbater e Florian Pop, e fu dimostrato nuovamente in seguito da Dan Haran e Moshe Jarden usando metodi algebrici.[2][3][4]
- Sia {\displaystyle K} un'estensione finita del campo dei numeri p-adici {\displaystyle \mathbb {Q} _{p}.} Per {\displaystyle p\neq 2,} il suo gruppo di Galois assoluto è generato da {\displaystyle [K:\mathbb {Q} _{p}]+3} elementi e ha una descrizione esplicita in termni di generatori e relazioni. Questo è un risultato di Uwe Jannsen e Kay Wingberg.[5][6] Alcuni risultati sono noti per il caso {\displaystyle p=2,} ma la struttura per {\displaystyle \mathbb {Q} _{2}} non è nota.[7]
- Un altro caso in cui il gruppo di Galois assoluto è stato determinato è per il massimo sottocampo totalmente reale del campo dei numeri algebrici.[8]